# Lunner
Lunner är en tätort i Lunners kommun i Akershus fylke i Norge. Orten ligger vid Gjøvikbanan, nära Europaväg 16 och riksväg 4.

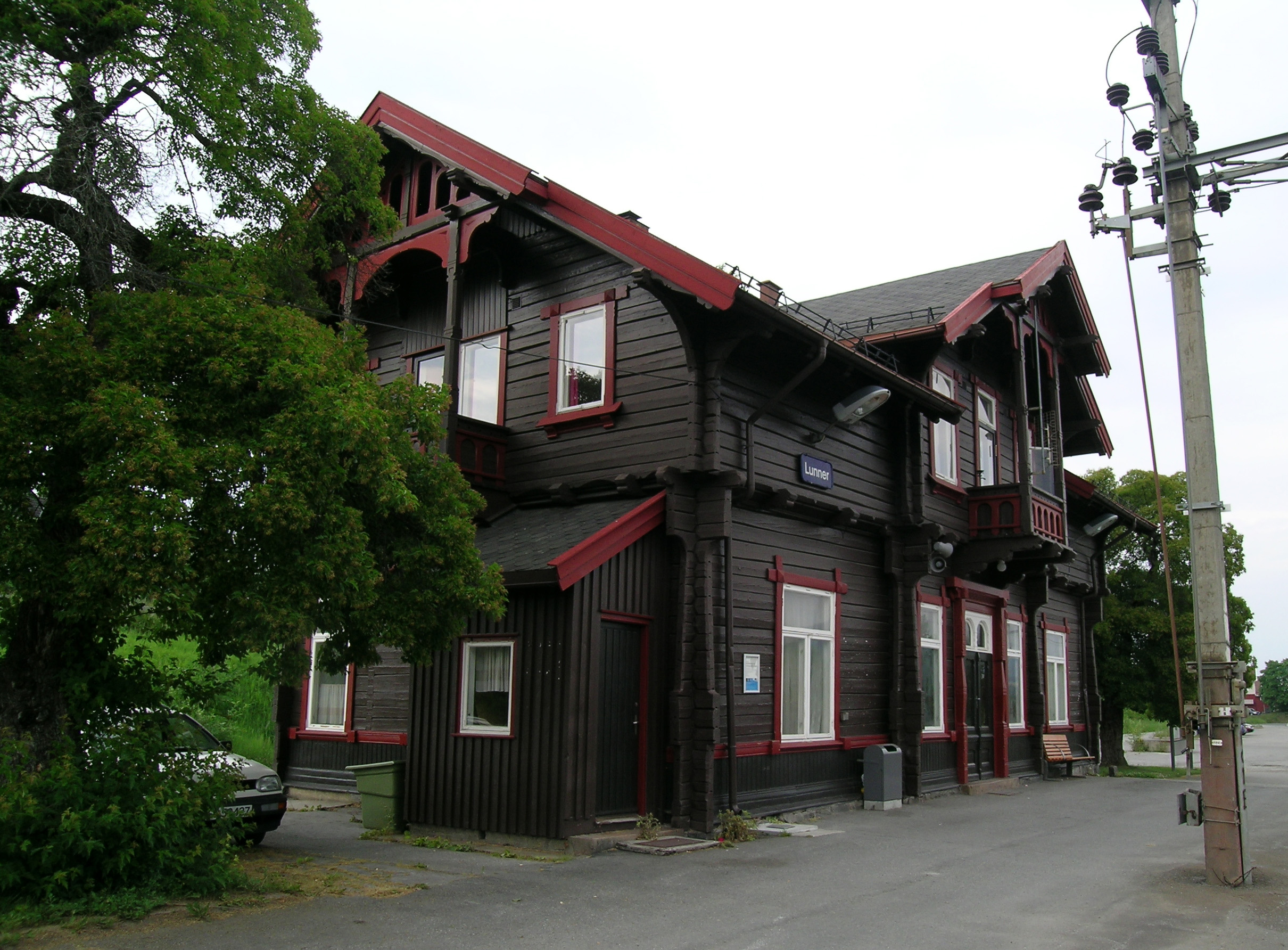
Lunners station.